# Hygroryza aristata
Hygroryza aristata är en gräsart som först beskrevs av Anders Jahan Retzius, och fick sitt nu gällande namn av Christian Gottfried Daniel Nees von Esenbeck, Robert Wight och George Arnott Walker Arnott. Hygroryza aristata ingår i släktet Hygroryza och familjen gräs. Inga underarter finns listade i Catalogue of Life.

## Bildgalleri

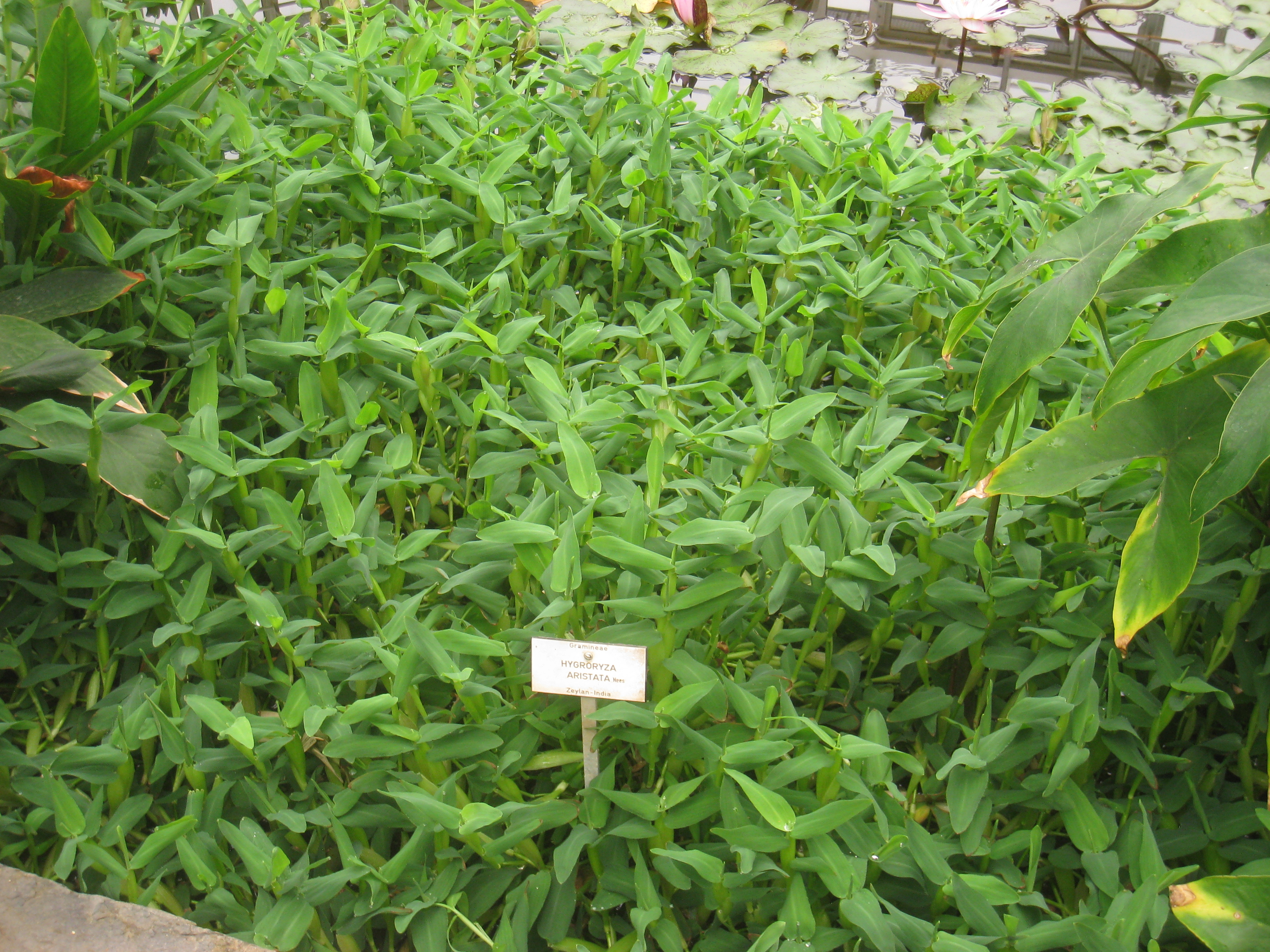